# Мэн Маринерс (ECHL)
«Мэн Мэринерз» (англ. Maine Mariners) — профессиональная хоккейная команда, выступающая в ECHL, начавшая играть в сезоне 2018–19. Базируется в городе Портленд, штат Мэн, США. Команда выступает в Северном дивизионе Восточной конференции. Свои домашние матчи проводит на арене «Кросс Иншуренс». Команда заменила «Портленд Пайретс» из Американской хоккейной лиги после того, как в 2016 году она стала «Спрингфилд Тандербёрдс».

## История
23 мая 2016 года франшиза «Портленд Пайретс» была продана и переехала в Спрингфилд, штат Массачусетс, став командой «Спрингфилд Тандербёрдс». Группа инвесторов во главе с бывшими руководителями «Пайретс» В. Годфри Вудом и Брэдом Чёрчем — последний также бывший игрок «Портленда» — объявила о намерении создать в Портленде команду ECHL, чтобы заполнить образовавшуюся пустоту, присоединившись к ней уже в 2017 году.
В июне 2017 года Comcast Spectacor, материнская компания Spectra, а также операторы «Кросс Иншуренс Арена» и клуба НХЛ «Филадельфия Флайерз» – основатели и многолетний филиал НХЛ оригинальной франшизы АХЛ «Мэн Маринерс» в Портленде – приобрели права на франшизу недавно прекратившей свое существование «Аляска Эйсез» из ECHL. 15 июня лига одобрила продажу и переезд франшизы в Портленд.